# قذف (أحياء)

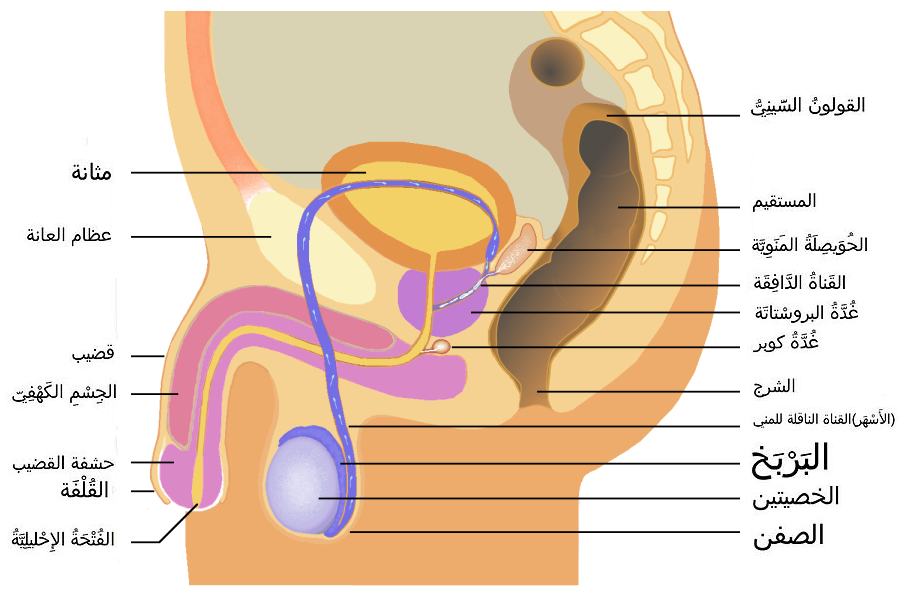
رسم تخطيطي يوضح حوض الذكر والأعضاء التناسلية

القذف أو الدفق (بالإنجليزية: Ejaculation) هو عملية اندفاع السائل المنوي من القضيب الذكري بقوة، والتي تكون مصحوبة بإرجاز (هِزَّةُ الجِماع)، بسبب ثوران جنسي ويعقبها خمول وفتور.
وتوصف في الإسلام بخروج المني ومن المهم تمييزها عن غيرها من الأنواع الأخرى من السوائل مثل المذي أو الودي.

## الغاية

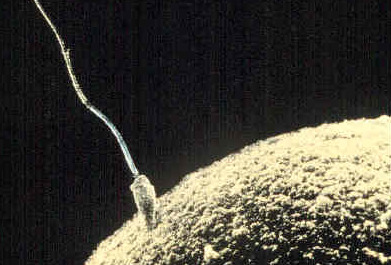
نطفة لحظة دخولها لتخصيب البويضة.

إيصال السائل المنوي إلى داخل الرحم، أي إيصال الحيوانات المنوية إلى البويضة، لحدوث الحمل مع الأخذ بعين الاعتبار جودة المني. والوصول لأقصى درجات النشوة والمتعة وختم العملية الجنسية بالذروة والقذف.

## صفاته
المني هو سائل يخرج بشهوة ويعقب خروجه فتور في الجسم. لونه أبيض مائل للصفرة، ثخين ليس رقيقاً. يخرج دفقاً وفي دفعات. رائحته تشبه طلع النخل أو رائحة العجين، وإذا نشف تكون رائحته مثل بياض البيض الجاف. كل صفة من هذه الثلاث كافية في كونه منياً.

## الاختلاف عن سوائل الجسم الأخرى
من المهم تمييز المني عن المذي أو الودي. المذي ماء رقيق لزج شفاف لا لون له يخرج عند المداعبة أو تذكر الجماع أو إرادته أو النظر أو غير ذلك، ويخرج على شكل قطرات على رأس ـ الذكر ـ وربما لا يحس بخروجه.
اما الودي يخرج عقب البول وهو غير لزج، أبيض ثخين يشبه البول في الثخانة ويخالفه في الكدورة ولا رائحة له.

## القذف المبكر
القذف المبكر أو سرعة القذف هو مشكلة جنسية شائعة لدى الرجال إذ يصيب30% إلى 40% من الرجال، وهو يعني انعدام الرقابة الطوعية على عملية القذف. معظم الرجال الذين يعانون من مشكلة القذف المبكر في الأساس طبيعيين جداً، والمشكلة لديهم هي عدم التحكم في وقت القذف.
هناك عدة طرق لعلاج سرعة القذف:
- استخدام الأدوية المناسبة للسيطرة على سرعة القذف.
- استعمال الواقي الذكري لأنه يخفض من الإحساس.
- تغير وضعية الممارسة للحصول على أفضل نتيجة.
- التقليل من فترة المداعبة أو الإثارة قبل الإيلاج.
- تناول مضادات الاكتئاب.
- العلاج النفسي بالمشاركة مع الزوجة.
- التدريب على التحكم.

## الآراء والأحكام الدينية

### الإسلام
في الإسلام يعتبر المني من السوائل الطاهرة ولكن خروجه يوجب الغسل إذا خرج بلذة سواءً يقظة أو مناماً، بسبب الجماع، أو الاحتلام، أو الاستمناء.
وقبل الغُسل من خروجه يحرم على المسلم: مس المصحف والصلاة ودخول المسجد والطواف حول الكعبة إلا بعد الاغتسال بتعميم البدن بالماء مع النية والمضمضة والاستنشاق.
وعند تعمد إخراجه يبطل صوم الصائم.
بينما يعتبر المذي نجس نجاسة مخففة ويجب التطهر من المذي من الثوب والبدن ويكفي الرش، مع غسل الذكر والخصيتين وخروجه ناقض للوضوء فيجب عليه الوضوء لا الغسل.
اما الودي فيعتبر نجاسة ويأخذ أحكام البول من حيث النجاسة والتطهير منه.